# Place du Général-Brosset
La place du Général-Brosset est une place située dans le 6e arrondissement de Lyon, juste en face de la Gare de Lyon-Brotteaux. Elle est dédiée au général Diego Brosset.

## Présentation
Inaugurée en avril 2013, la place, d'une superficie de 15 000 m2 abrite un parking souterrain comportant entre 410 places.